# Rocky II
Rocky II je američki športski film snimljen 1979. godine u režiji Sylvestera Stallonea koji u njemu igra naslovnu ulogu. Predstavlja nastavak Oscarom nagrađenog filma Rocky, odnosno priče o siromašnom i neuglednom philadelphijskom bokseru koji nevoljko pristaje ponovno stati u ring sa svjetskim prvakom Apollom Creedom (Carl Weathers). 
Rocky II je dobio dobre kritike, ali i izvrsnu gledanost, postavši komercijalno najuspješniji hollywoodski filmski nastavak sve dok taj rekord nije oborio film Zvjezdani ratovi V: Carstvo uzvraća udarac sljedeće godine.

## Uloge
- Sylvester Stallone: Rocky Balboa, "The Italian Stallion"[1]
- Talia Shire: Adrian Balboa
- Burt Young: Paulie Pennino
- Carl Weathers: Apollo Creed
- Burgess Meredith: Mickey Goldmill
- Tony Burton: Tony "Duke" Evers
- Sylvia Meals: Supruga Apolla Creeda
- Seargeoh Stallone: Robert "Rocky" Balboa
- Joe Spinell: Tony Gazzo
- Paul J. Micale: Father Carmine

## Vanjske poveznice
Rocky II u internetskoj bazi filmova IMDb-a